# Qorakoʻl
Qorakoʻl (van qora, "zwart", en koʻl, "meer"; ook geschreven als Karakol of Karakoel, Cyrillisch Коракўл ; Russisch: Каракуль, Karakoel) is een stad in de Oezbeekse  provincie Boechara, gelegen op ongeveer 55 km ten zuidwesten van de provinciehoofdstad Boechara. Qorakoʻl is de hoofdstad van het gelijknamige district, en is gelegen in het lagere gedeelte van de rivieroase van de Zarafshon, op 197 m boven zeeniveau. Volgens de volkstelling van 1989 telde Qorakoʻl destijds 16.700 inwoners. Volgens een berekening uit 2009 bedroeg het inwonertal 24.102.
Qorakoʻl ligt aan de spoorlijn van Türkmenabat in Turkmenistan naar Kogon. De katoenteelt is van bijzonder economisch belang. De plaats kreeg in 1980 de status van stad. Het grootste deel van de bevolking bestaat uit etnische Oezbeken. 
Naar de stad is het karakoelschaap vernoemd, dat oorspronkelijk uit Oezbekistan komt. De lamsvachten van dit ras worden verhandeld als Persianer.